# Hélène Monastier
Hélène Monastier (Payerne, 2 de diciembre de 1882 - Lausana, 7 de marzo de 1976) fue una maestra y activista por la paz que destacó en el área de la Suiza francófona como una figura relevante dentro del Socialismo Cristiano, de la organización Servicio Civil Internacional y de la Sociedad Religiosa de los Amigos (cuaquerismo).

## Biografía
Hélène-Sophie Monastier nació en el seno de una familia protestante. Tuvo un hermano 12 años mayor llamado Louis. Su padre, pastor protestante, aceptó en 1893 una plaza de bibliotecario en la Facultad de teología de la l'Église libre en el cantón de Vaud, en Lausana; entonces, ella entró a estudiar en la École Vinet, una escuela privada frecuentada por las hijas de las familias protestantes y liberales. 
Su formación religiosa se forjó dentro de la familia y, sobre todo, en la École Vinet. En ocasiones, afirmó vivir lo que ella llamaba «momentos de gracia » o «huellas de vida mística».
Toda su vida tuvo una pierna paralizada a consecuencia de una poliomielitis contraída a los dos años. La actitud de sus padres facilitó su niñez, pero durante la adolescencia Monastier sufrió por las secuelas de la enfermedad. A los 27 años, se sometió a una operación sin obtener mejoras notables. En esos momentos, su amigo Samuel Gagnebin le entregó unos extractos de la publicación Prière pour demander à Dieu le bon usage des maladies escrita por Blaise Pascal, que para ella fueron transformadores. Pasó a considerarse a sí misma como «curada».
Monastier se formó como institutriz en Alemania, Lausana e Inglaterra. Donde además descubrió las condiciones de vida de los obreros, el paro, la lucha de clases y el socialismo.
Monastier fue maestra en la École Vinet durante 40 años, de 1904 a 1943. Desde 1905, también impartió cursos a jóvenes aprendices y trabajadores en la Casa del Pueblo, viendo de cerca las condiciones de vida de las personas más desfavorecidas. Descubrió a los socialistas cristianos en una conferencia de Paul Passy celebrada en Lausana, tras lo que contribuyó a crear un grupo local. Convirtiéndose en 1924 en la primera presidenta de la Fédération romande des socialistes chrétiens sorprendió a la sociedad de la época, en la que las mujeres no solían estar al frente de organizaciones políticas. 

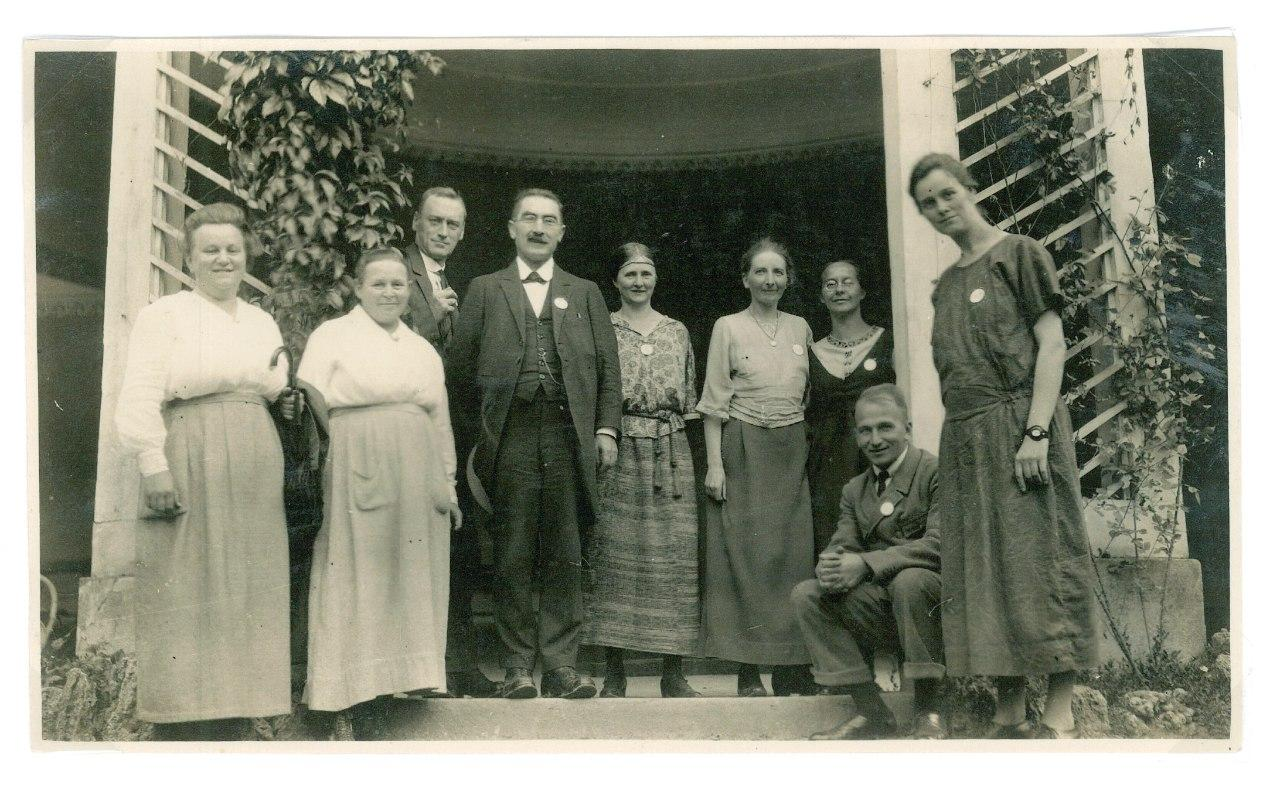
Hélène Monastier (cuarta desde la derecha), Pierre Cérésole (3 ° f.l.) y Leonhard Ragaz (4 ° f.l.) en la Conferencia de Reconciliación en Bad Boll en 1924.

Monastier participó en las marchas del 1 de mayo y frecuentaba a anarquistas y librepensadores.
Por temor a que sus actividades políticas dañaran la reputación de la École Vinet, presentó su renuncia al centro educativo. Previamente, algunos padres se habían mostraron inquietos al respecto, sin embargo, por dos veces la dirección de  la École Vinet confirmó su confianza en ella, manteniéndola en el puesto de maestra.
Durante la Primera Guerra Mundial, Monastier forjó su amistad con Leonhard Ragaz y su mujer Clara e intento dar a conocer el movimiento religioso de Ragaz en la Suiza francófona.
En 1917, conoció a Pierre Cérésole y comenzó su compromiso con el pacifismo. Su primer encuentro con el fundador de Service Civil International (SCI), tuvo lugar en una reunión pública donde él anunció su negativa a pagar impuestos militares. Ellos iniciaron una amistad que duraría de por vida. Asimismo Monastier comenzó a involucrarse en el activismo por la paz, apoyando a la organización SCI en sus inicios y ayudando a Cérésole con la red internacional de la organización. También, participó en varios campos de trabajo con el SCI. 

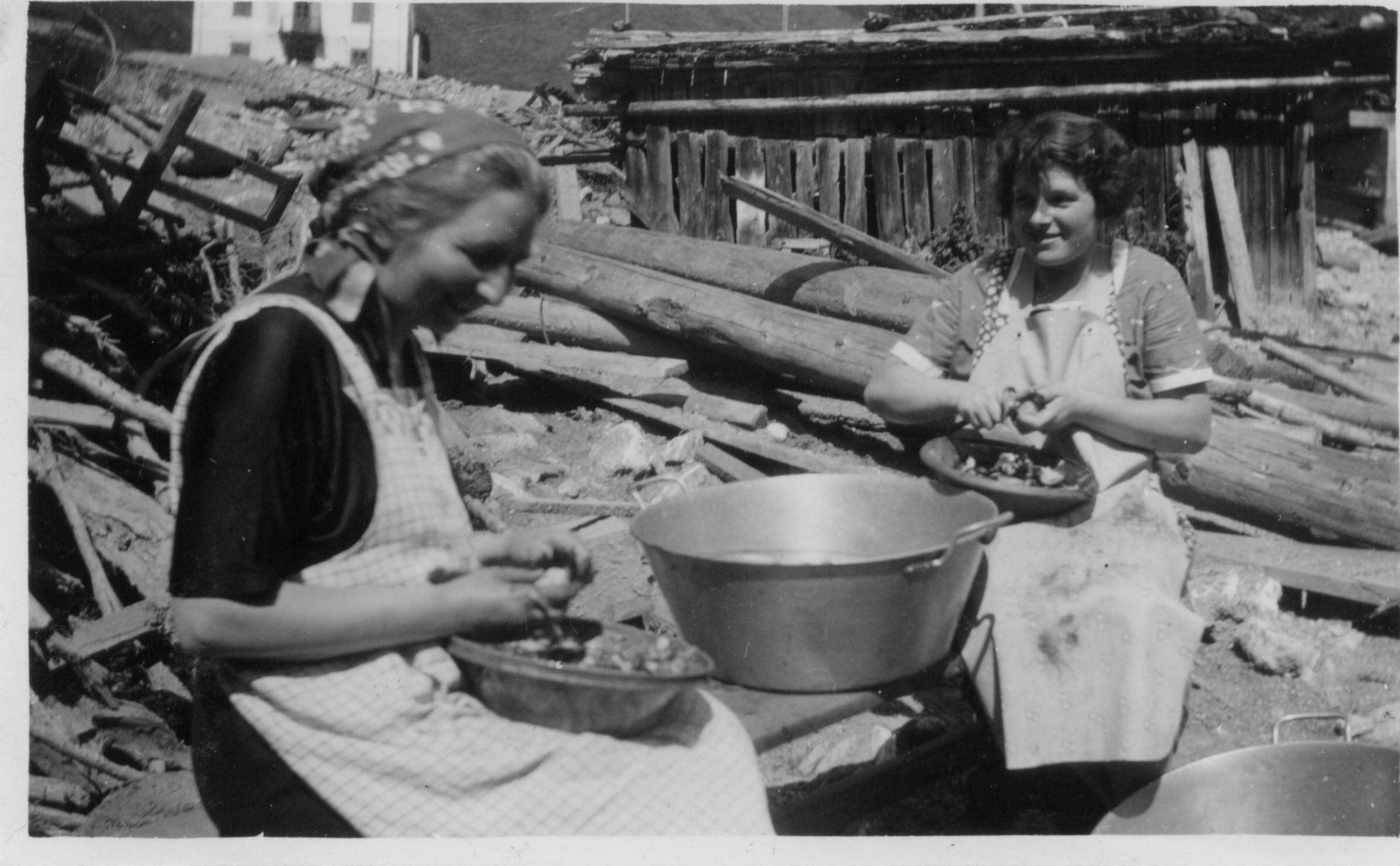
Hélène Monastier (a la izquierda) junto a otra voluntaria participando en un workcamp celebrado en Safien en 1932, organizado por Service Civil International.

En Les Ormonts en la zona alpina del cantón de Vaud, del 7 al 28 de agosto de 1924, participó junto a una docena de pacifistas comprometidos en el primer workcamp (campo de trabajo voluntario) organizado por Cérésole en Suiza. Ofreciendo ayuda, suministros, alojamiento y herramientas en un pueblo donde una avalancha invernal había cubierto viviendas y sus terrenos con rocas, barro y troncos. Es «la más activa, la más asidua y la más convencida de las colaboradoras» de SCI.
Monastier se convirtió en la primera Presidenta Internacional de SCI, ocupando el cargo desde 1946 a 1952.
Tras la muerte de Cérésole, publicó su biografía y varios de sus artículos.

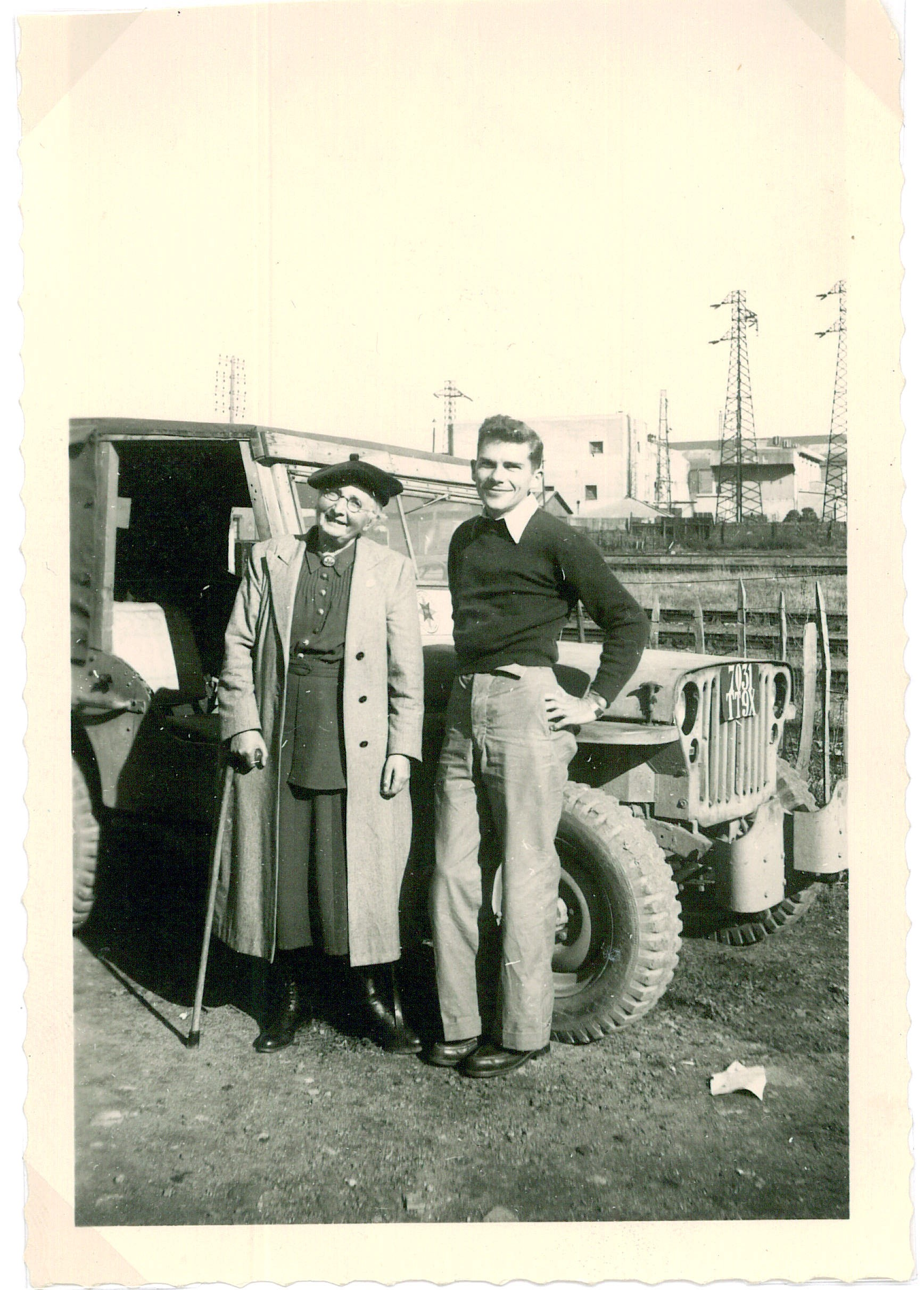
Hélène Monastier posa ante un automóvil con el símbolo visible de la estrella cuáquera (1950).

Por otro lado, Monastier participó en los campos de Vaumarcus, centro para encuentros, formación y vacaciones de las Unions chrétiennes de jeunes gens.
Por medio de su hermano y de Ceresole, Monastier conoció a los cuáqueros. Estudió el cuaquerismo durante algunos años. En 1932, se convirtió en miembro de la Sociedad Religiosa de los Amigos. Con René Mingard y su mujer, creó un pequeño grupo cuáquero en Lausana. Fue clerk de la rama suiza durante seis años, y editora del boletín «Entre Amis».

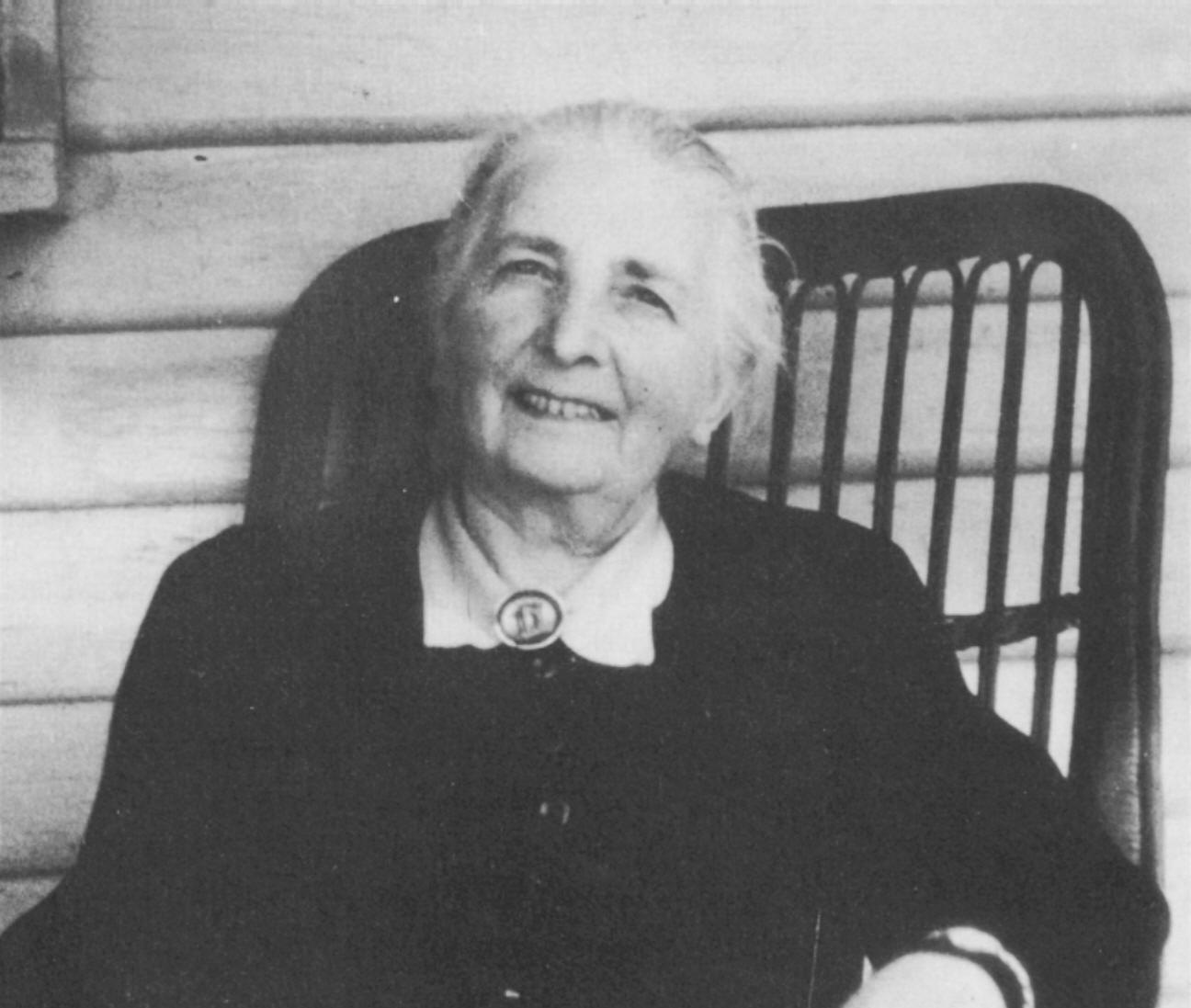
Hélène Monastier (1970).

Entre 1954-1955, Monastier participó en a la fundación del comité lausannois de l'Aide suisse aux régions extra-européenne, que se convertiría en Helvetas (Helvetas Swiss Intercooperation).
Desde su retiro en 1943, Hélène Monastier se volcó en la escritura, redactando la biografía de Pirre Cérésole y la historia de la organización Servicio Civil Internacional.
En 1975, ingresó en la casa de retiro de Béthanie en Lausana, donde falleció el 7 de marzo de 1976.

## Personalidad
Hélène Monastier es descrita como una educadora nata, «tiene el don de sacar los mejor de cada alumno, por su respeto a la personalidad de las niñas», su cariño y su severidad. «Dotada de un cerebro de directora general, poseía todas las cualidades: gran claridad de pensamiento, rapidez de decisión, sentido innato de organización, buena pluma y mucho humor».

## Homenajes
El 3 de octubre de 2003 se inauguró una placa conmemorativa en su honor en Lausana (ubicada en Pré-du-Marché, 17).
| Hélène Monastier, 1882-1976 |
| Alumna de la École Vinet Escuela Vinet, ejerció allí como profesora hasta 1943. Involucrada en las actividades de la Maison du Peuple, fue formadora y participó en las reuniones del grupo de socialistas cristianos de Lausanne. Pacifista ardiente, apoyó a los objetores de conciencia; fue muy activa en el Servicio Civil Internacional así como entre los cuáqueros. Aquí es donde estaba la casa en la que vivió durante casi 50 años. |

## Publicaciones
- Hélène Monastier, « El movimiento religioso de la Suiza alemana », en Vuelta a ver de teología y de filosofía, Lausana, 1916.
- Hélène Monastier, « Leonard Ragaz, algunos aspectos de su pensamiento y de su œuvre », en El Cristianismo social, 1922.
- Louis Monastier-Schroeder et Hélène Monastier (1944). William Penn, 1644-1718 (en français). Genève: Éditions Labor et Fides. p. 159.
- Monastier, Hélène (1947). Pierre Ceresole : Un quaker d’aujourd’hui (en français). Paris: Société religieuse des Amis (Quakers). p. 43.
- Monastier, Hélène (1950). Pierre Ceresole : Ein Kämpfer für den Frieden (en allemand). Wien: Sensen. p. 32.
- Textes de Hélène Monastier et Pierre Cérésole... [et al.] (en français). Lausanne: A. Diez. 1954. p. 195.
- Hélène Monastier, Edmond Privat, Lise Ceresole...(et al.) (1960). Pierre Ceresole d'après sa correspondance (en français). Neuchâtel: A la Baconnière. p. 251.
- Monastier, Hélène (1955). Paix, pelle et pioche: histoire du Service civil international de 1919 à 1954 (en français). Lausanne: La Concorde. p. 144.
- Monastier, Hélène (1960). Pierre Cérésole : le plus grand parmi nous, celui qui sert (en français). Paris: Société religieuse des Amis (Quakers). p. 20.
- Hélène Monastier, Alice Brügger (1966). Paix, pelle et pioche: histoire du Service civil international de 1919 à 1965 (en français). [S.l.]: Service civil international. p. 167.

Autobiografía
- Monastier, Hélène (1968). Mon itinéraire spirituel : Une longue route qui m'a amenée au Quakerisme : [autobiographie] (en français). [S.l.] p. 14.